# Yan Ruinan
Yan Ruinan (chinesisch 鄢睿男; * 25. Januar 2001 in Qiqihar) ist ein chinesischer Eishockeyspieler, der seit 2024 für Anhui Xinhua in der chinesischen Eishockeyliga spielt.

## Karriere
Yan Ruinan, der im nordchinesischen Qiqihar zur Welt kam, spielt bereits seit seiner Jugend in der Organisation des Kunlun Red Star. So spielte er für KRS Junior in der Molodjoschnaja Chokkeinaja Liga, für den China Golden Dragon in der 2. česká hokejová liga, der dritten tschechischen Liga, und für KRS-BSU Peking in der Wysschaja Hockey-Liga. Von 2021 bis 2023 stand er bei dem Roten Stern in der Kontinentalen Hockey-Liga auf dem Eis. Seit 2024 spielt er für Anhui Xinhua in der chinesischen Eishockeyliga.

### International
Für China nahm Yan Ruinan im Juniorenbereich an den U18-Weltmeisterschaften Division III 2017 und der Division II Division 2018 und 2019, als er zum besten Spieler seiner Mannschaft gewählt wurde, sowie den U20-Weltmeisterschaften 2018 und 2019 in der Division III und 2020 in der Division II teil.
Im Seniorenbereich stand der Stürmer bei den Weltmeisterschaften der Division II 2018, 2022, als erstmals seit dem Abstieg 2007 der Aufstieg in die Division I gelang, und der Division I 2023 und 2024 im Aufgebot Chinas. Auch bei den Olympischen Winterspielen in Peking 2022, der Eishockey-Asienmeisterschaft der Herren 2024 und der Olympiaqualifikation für die Winterspiele 2026 in Mailand spielte er für das Team aus dem Reich der Mitte.

## Erfolge und Auszeichnungen
- 2017 Aufstieg in die Division II, Gruppe B, bei der U18-Weltmeisterschaft der Division III, Gruppe A
- 2019 Aufstieg in die Division II, Gruppe B, bei der U20-Weltmeisterschaft der Division III
- 2022 Aufstieg in die Division I, Gruppe B, bei der Weltmeisterschaft der Division II, Gruppe A

## KHL-Statistik
(Stand: Ende der Saison 2022/23)